# Joaquim Pires
Joaquim Pires es un municipio brasileño del estado del Piauí. 

## Geografía
Se localiza a una latitud 03º30'30" sur y a una longitud 42º11'52" oeste, estando a una altitud media de 7 metros. Según un conteo de la población realizado por el IBGE en 2010, Joaquim Pires posee una población total de 13.817 habitantes.
Además de esto, posee diversas bellezas naturales como la Laguna del Anacardo, electa como una de las Siete Maravillas del Piauí, la acogedora Isla del Anacardo y también a exuberante Piedra Blanca.

## Galería

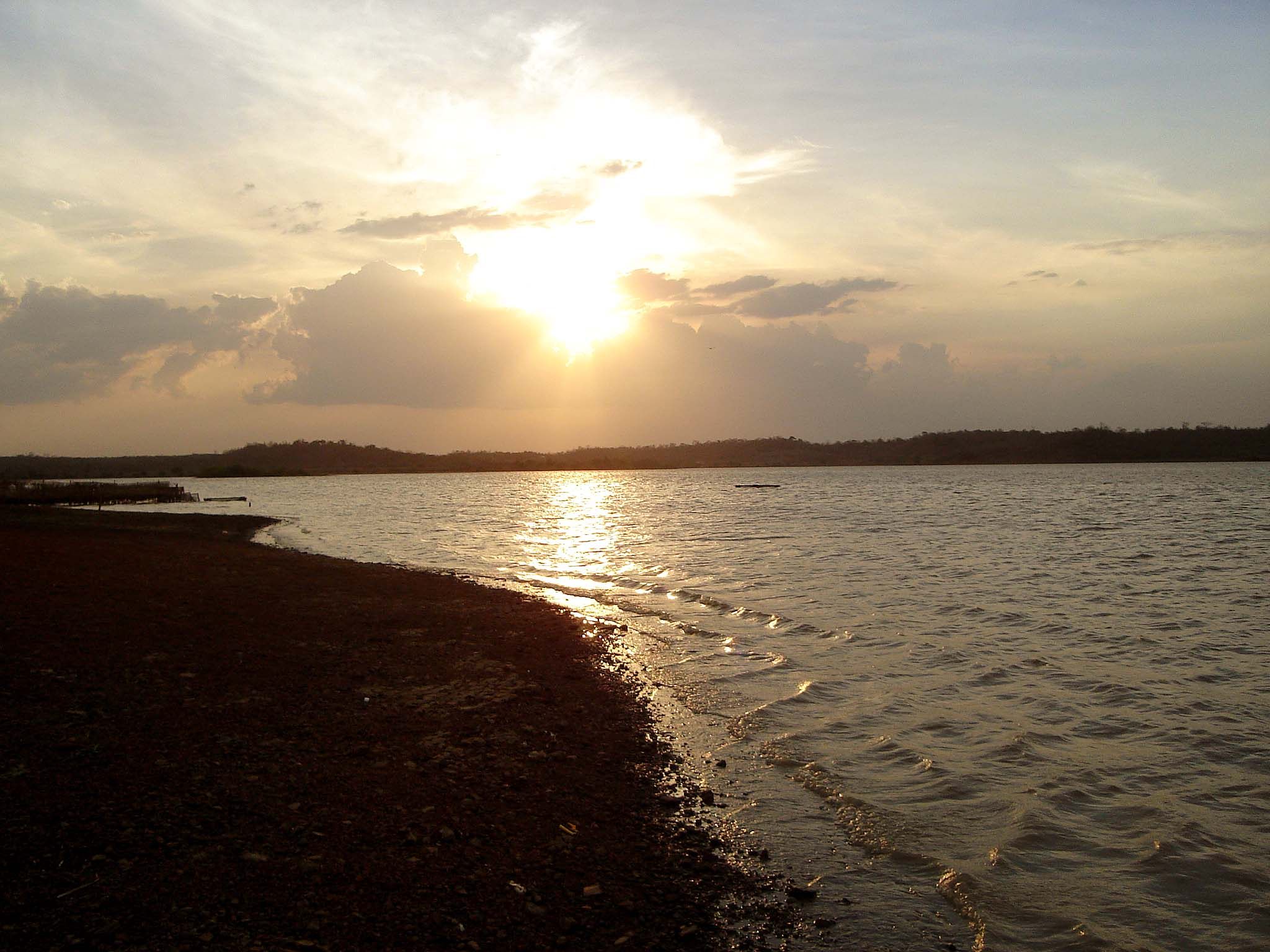
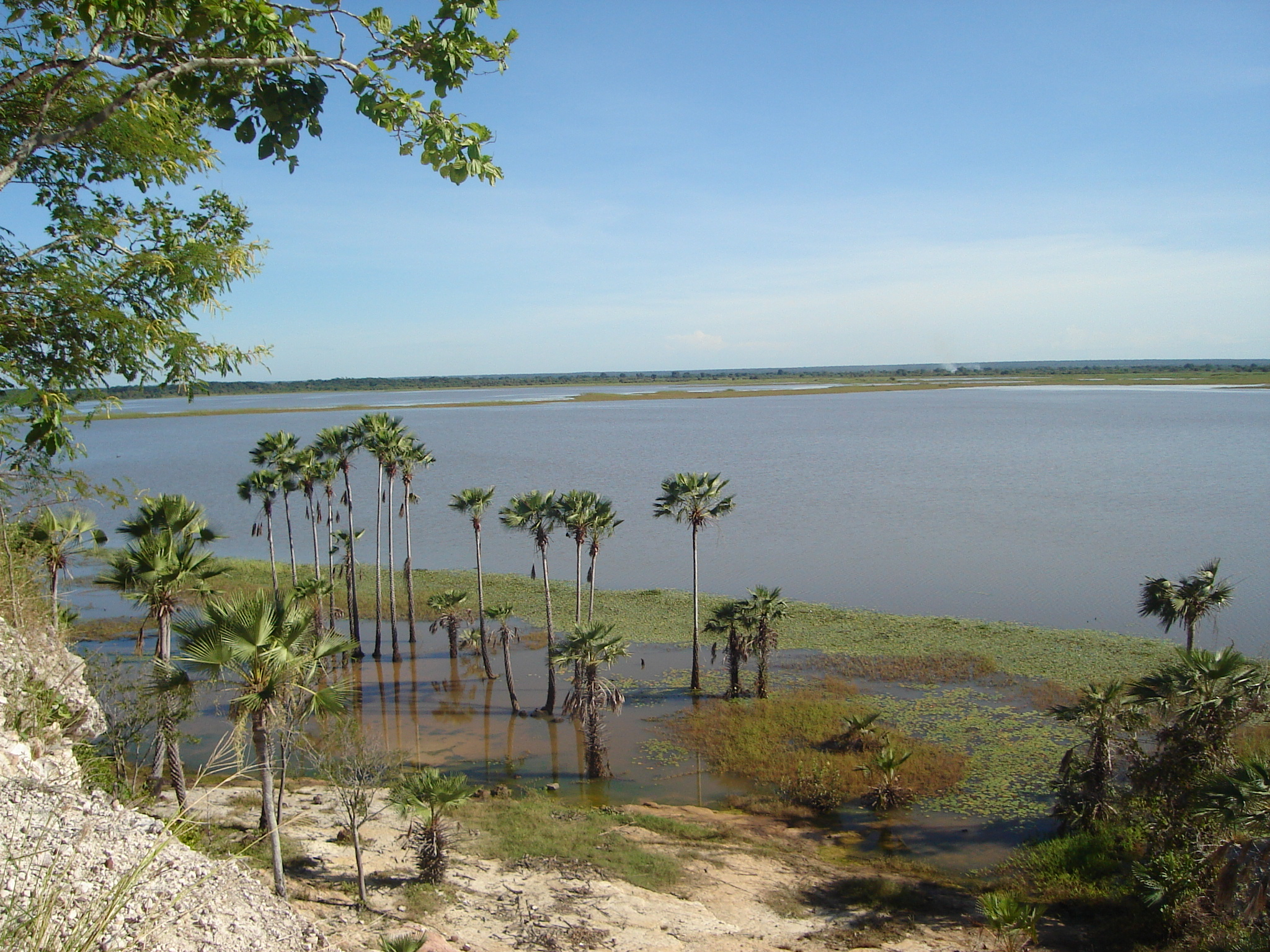
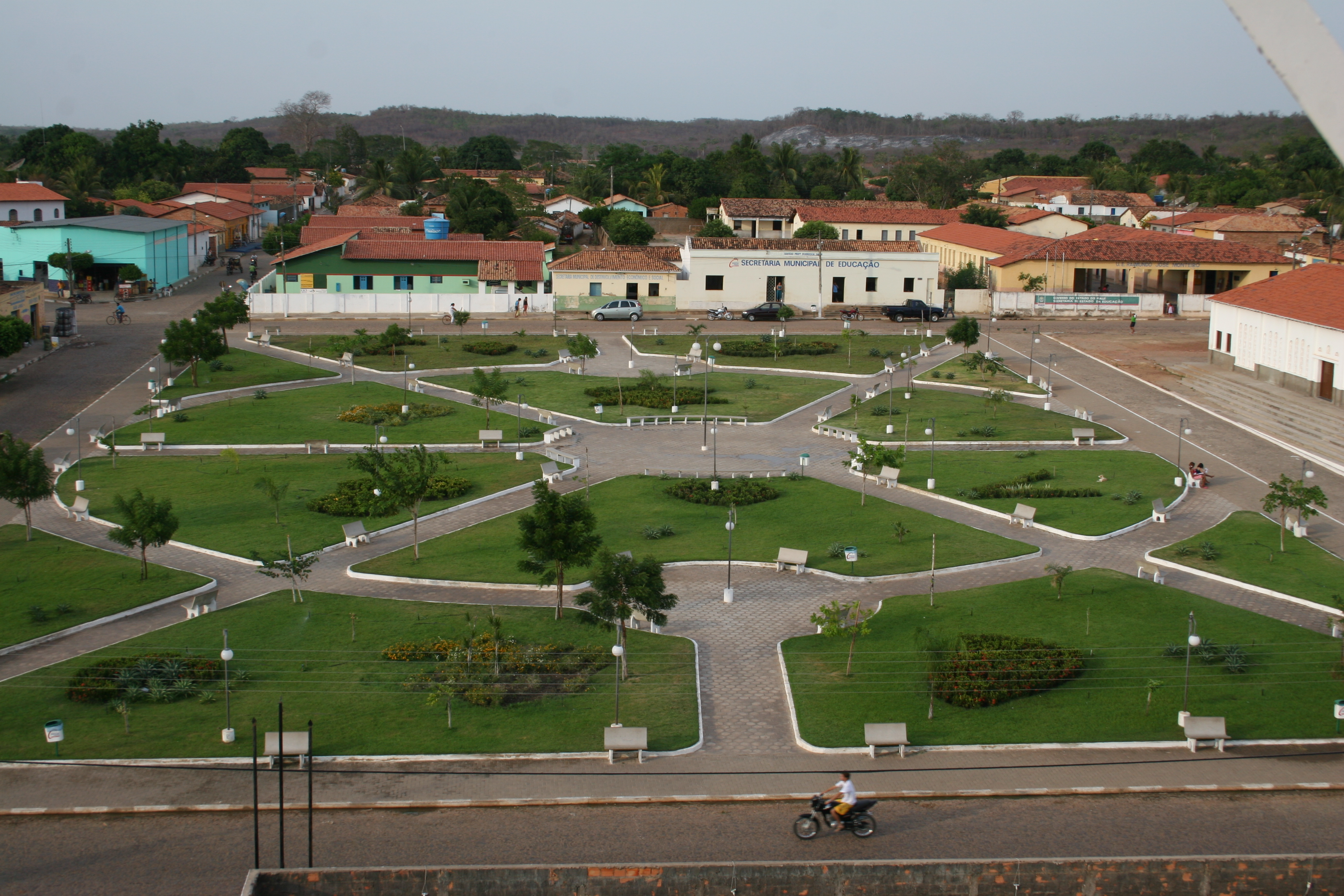